# Julie Bell
Julie Bell (Beaumont, Texas, 1958) é uma pintora e ex-fisiculturista norte-americana. Ex-fisiculturista, Julie foi modelo para as pinturas de seu marido, Boris Vallejo.

## Carreira
A artista pintou as capas de cerca de cem livros e revistas sobre fantasia e ficção cientifica, desde 1990. Ela e seu marido fizeram também diversas pinturas para campanhas de divulgação de empresas como Nike, Coca-Cola e Toyota.

## Obras
- Imaginistix
- The Ultimate Collection
- Fabulous Women
- Fantasy Workshop
- Sketchbook
- Superheroes
- Twin Visions
- The Julie Bell Portfolio (2000)
- Soft As Steel : The Art of Julie Bell (1999)
- Hard Curves (1996)